# Compositie in dissonanten
Compositie in dissonanten, ook Compositie XVI genoemd, is een schilderij van De Stijl-voorman Theo van Doesburg in het Kunstmuseum in Bazel.

## Datering
Uit een brief van Van Doesburg aan Georges Vantongerloo blijkt dat hij er in maart 1919 al aan begonnen was. Half mei moet hij het voltooid hebben, want op 18 mei 1919 schreef hij aan Antony Kok: 'Ik heb een nieuw ding afgemaakt. XVIe Kompositie met dissonanten'.

## Betekenis
Het werk is gebaseerd op een portret van mejuffrouw J.Th.M. Schoondergang, dochter van de directeur van Conservenfabriek De Verwachting in Leiden, dat zich tegenwoordig in een privéverzameling bevindt. ‘Dat vrouwenportret heb ik ook door gewerkt’, schreef Van Doesburg op 2 april 1919 aan Kok, ‘Na 8 studies kwam ik tot een bevredigend resultaat. rood × oranje // blauw × groen // Evenwichtig verwekt geeft het  een goeden harmonischen indruk. Ik ben er nog aan doende en hoop het klaar te hebben als je eens hier komt’. Net als Compositie XIII gebruikte Van Doesburg schilderij en voorstudies om zijn werkwijze in een publicatie te demonstreren (zie afbeeldingen hieronder). Het werk toont ook aan dat het gebruik van primaire kleuren in de beginperiode van De Stijl verre van vanzelfsprekend was.

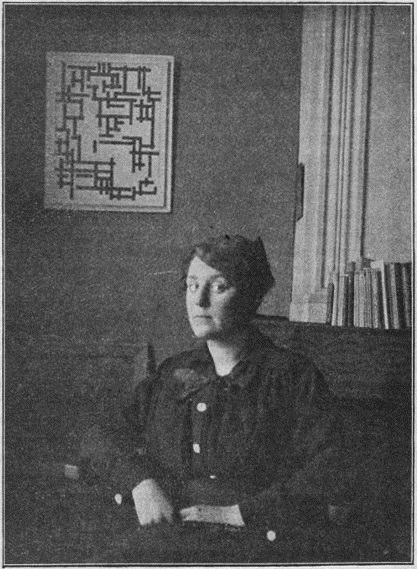
Theo van Doesburg (?). Portret van mejuffrouw J.Th.M. Schoondergang. Foto.
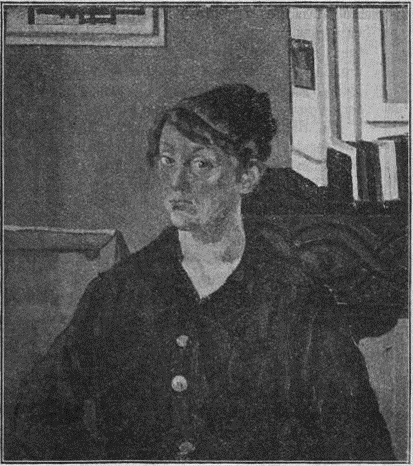
Theo van Doesburg. Portret van mejuffrouw J.Th.M. Schoondergang. 1919. Brussel, verzameling Bob Coppens.
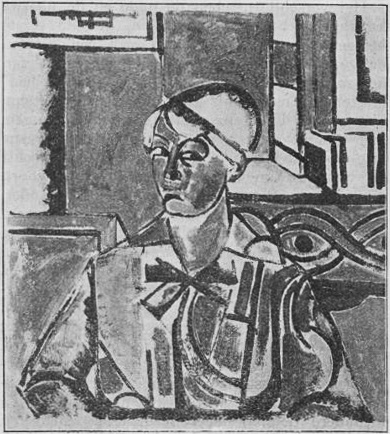
Theo van Doesburg. Eerste doorbeelding portret-compositie. Maart 1919. Techniek, afmetingen en verblijfplaats onbekend.
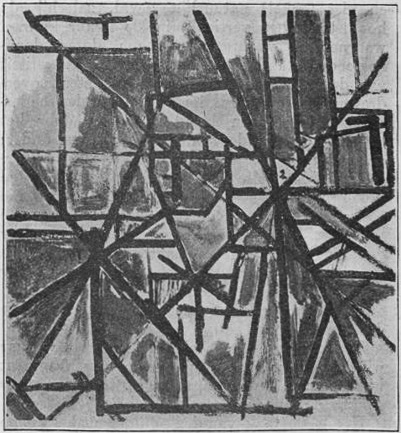
Theo van Doesburg. Destructieve voorstudie voor Compositie 16. Maart 1919. Techniek, afmetingen en verblijfplaats onbekend.
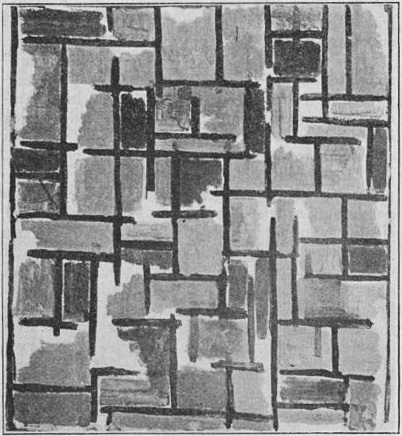
Theo van Doesburg. Voorstudie voor Compositie 16. Maart 1919. Techniek, afmetingen en verblijfplaats onbekend.
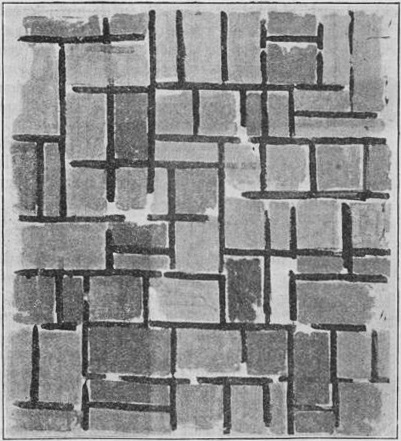
Theo van Doesburg. Voorstudie voor Compositie 16. Maart 1919. Techniek, afmetingen en verblijfplaats onbekend.
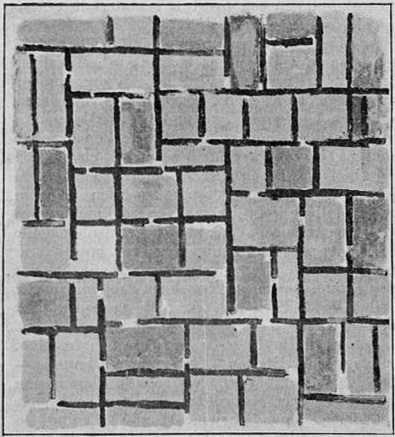
Theo van Doesburg. Voorstudie voor Compositie 16. Maart 1919. Techniek, afmetingen en verblijfplaats onbekend.

## Herkomst
Het schilderij werd in 1946 verworven door Marguerite Hagenbach — de latere echtgenote van Hans Arp — van Van Doesburgs weduwe, Nelly van Doesburg. Hagenbach schonk het in 1968 aan het Kunstmuseum in Bazel.